# Metanephrops sinensis
Metanephrops sinensis är en kräftdjursart som först beskrevs av Bruce 1966.  Metanephrops sinensis ingår i släktet Metanephrops och familjen humrar. IUCN kategoriserar arten globalt som livskraftig. Inga underarter finns listade i Catalogue of Life.